# Tombi Lajos
Tombi Lajos István (Szatina, 1952. április 29. –) magyar építőmérnök, várospolitikus, alpolgármester.

## Életpályája
A sásdi Általános Iskolában kezdett tanulni. 1966-ban a pécsi Komarov Gimnáziumba került, ahol 1971-ben érettségizett. 1972–1978 között a Budapesti Műszaki Egyetem Építőmérnöki Karán tanult és diplomázott.
1978–1987 között a Nyugat-dunántúli Vízügyi Igazgatóságnál a Kis-Balaton Vízvédelmi Rendszer generál műszaki ellenőre volt.
1987–1989 között a Mezőterv szakosztályvezetője és vezető tervezője volt. 1989–1990 között a Zala Megyei Tanács Műszaki Osztály környezetvédelmi, vízgazdálkodási főmunkatársaként dolgozott.
1990-től a Magyar Demokrata Fórum Országos Környezetvédelmi Bizottság tagja, a Zala Megyei Mérnöki Kamara, és a Pacsai Vadásztársaság tagja volt. 1991–1995 között a Nyugat-dunántúli Környezetvédelmi Felügyelőség igazgatója volt. 1996–1997 között a Hidroterra vállalat főmérnöke, vezető tervezője volt. 1996–2001 között a Magyar Demokrata Fórum (MDF) Zala megyei elnöke volt. A Zala Megyei Mérnöki Kamara tagja, 1997–1998 között titkára volt. 1997–1999 között az Inzsellér TL Bt magántervezője volt. 1998–2010 között Zalaegerszeg alpolgármestere volt.
2010–2014 között önkormányzati képviselő volt; a Zalaegerszeg Megyei Jogú Város Közgyűlése Városfejlesztési, Üzemeltetési és Tervezési Bizottság, a Pénzügyi Bizottság és a Gazdasági Bizottság tagja, a Kertvárosi Településrészi Önkormányzat vezetője volt. 2010–2014 között a Közgyűlés tanácsnoka volt.

## Családja
Szülei Tombi Lajos gépkocsivezető és Vadász Teréz kerámiafestő voltak. Nős, felesége Horváth Magdolna gyógyszerész. Két gyermük született: Ákos (1977–) és Aliz (1978–).

## Díjai
- Kis-Balaton beruházásért kiváló szakmai elismerés
- a Honvédelmi Minisztérium – II. osztályú honvédelemért kitűntetés
- Pro Urbe Zalaegerszeg (2015)[1]
- Magyar Arany Érdemkereszt (2023)[2]